# Мангалеша
Мангалеша — індійський правитель з династії Чалук'я, спадкоємець Кіртівармана I. Правив як регент при малолітньому принці Пулакешині II.

## Правління
Був енергійним та амбітним правителем. За часів свого володарювання Мангалеша виграв кілька війн. Він продовжував експансивну політику, вторгнувшись на території Гуджарату, Кхандешу та Малави. Та кампанія була більше набігом, ніж завоюванням, оскільки принесла Чалук'ям значну здобич, але не розширила володінь Мангалеши.
Окрім того, Мангалеша придушив повстання Сваміраджі, губернатора Реватідвіпи (Гоа), а також відновив владу Чалук'їв у Конкані. Мангалеша підкорив Гангів, Паллавів, Чола, Алупів і Кадамбів.
Оскільки Мангалеша правив як регент, він мав передати владу Пулакешину II, коли той сягне повноліття. Натомість він намагався продовжити своє правління з метою передати трон у подальшому своєму власному сину, Сундаравармі. Це змусило Пулакешина підбурити повстання проти свого дядька. Він залишив двір і за допомогою кількох своїх друзів розпочав війну проти Мангалеші. В результаті останній зазнав поразки й загинув на полі бою (Анантапур).